# 薩爾薩卡特
31°19′S 65°4′W / 31.317°S 65.067°W

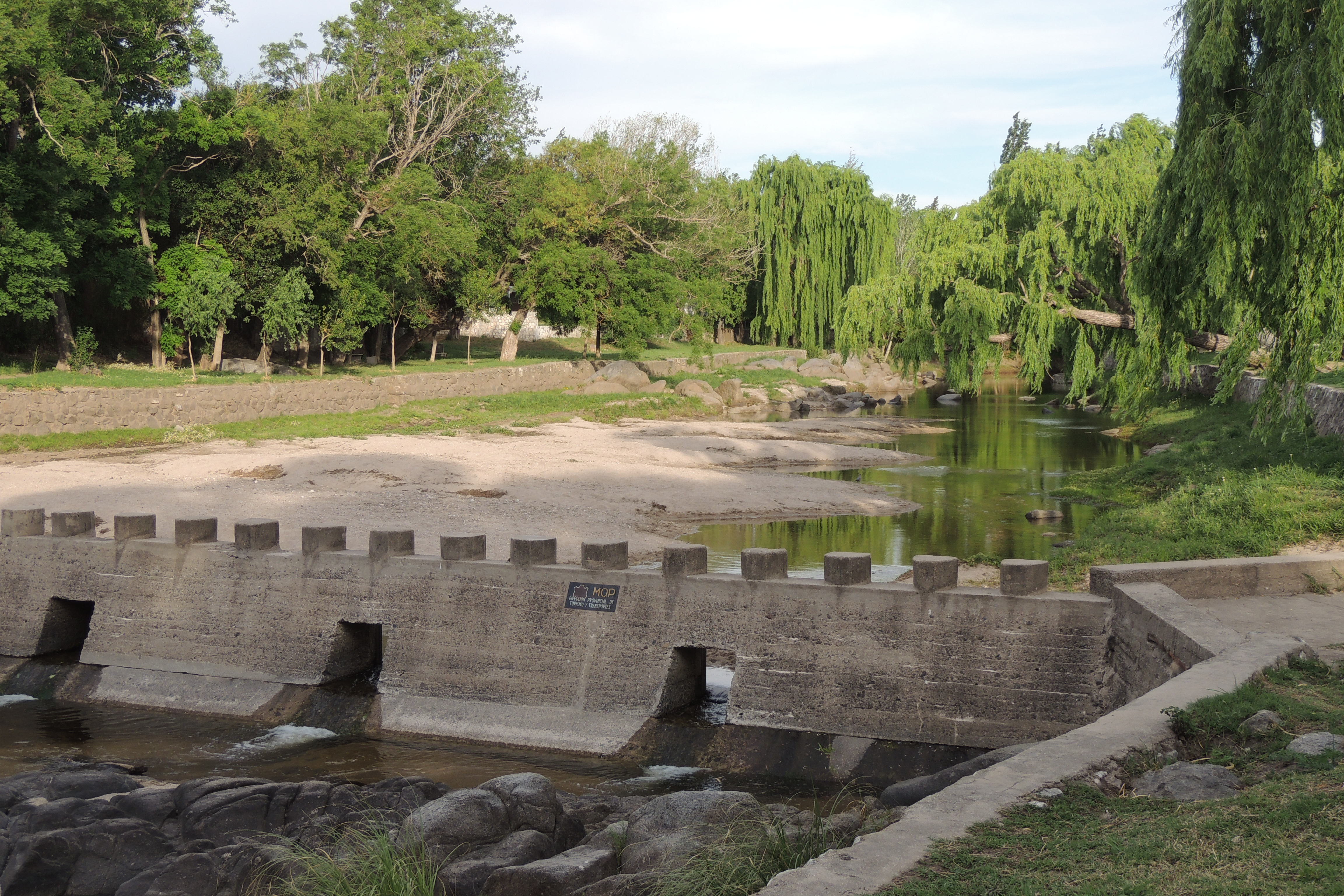
薩爾薩卡特

薩爾薩卡特（西班牙語：Salsacate），是阿根廷的城鎮，位於該國中部科爾多瓦省，是波喬縣的首府，每年降雨量300至600米，海拔高度910米，2010年人口1,275。